# Guerras sicilianas
Las guerras sicilianas o guerras greco-púnicas fueron una serie de conflictos armados entre el Estado púnico y las polis de la Magna Grecia, encabezadas por Siracusa, por el control de Sicilia y el Mediterráneo occidental a lo largo de 335 años (de 600 a C. a 265 a C.). Tras muchos altibajos, los cartagineses se establecieron firmemente en el oeste de la isla italiana, en la que permanecerían hasta el final de la primera guerra púnica, y evitaron la conquista griega de Cerdeña. Los griegos de Focea se asentaron en el golfo de León. Fueron las guerras más duraderas de la antigüedad.

## El choque de civilizaciones
Los éxitos económicos de Cartago y su economía fundamentalmente naval —debido a que la frontera sur del imperio se hallaba rodeada por el desierto— llevaron a la creación de una poderosa marina, que desanimó a los piratas y naciones rivales. Los cartagineses heredaron la pericia naval de los fenicios, aunque incrementaron el poder militar gracias a su posición geográfica, alejada de los intereses imperialistas de las grandes potencias orientales.
Estos hechos llevaron a los púnicos a un enfrentamiento directo con los griegos, la otra gran potencia naval que luchaba por el dominio del Mediterráneo central. Los helenos eran también marinos expertos que habían fundado puestos comerciales a lo largo de la costa mediterránea. Ambos rivales se encontraron en la isla de Sicilia, el portal de África.
Desde el comienzo, tanto púnicos como griegos fundaron colonias y pequeños establecimientos. Se libraron pequeñas batallas entre estos durante siglos. No existen fuentes cartaginesas que mencionen estos conflictos, pues los libros de Cartago fueron distribuidos entre las tribus africanas adyacentes tras la caída de la ciudad el 146 a C. Ningún volumen sobre la historia de Cartago sobrevivió. Como resultado de esto, lo que sabemos sobre las guerras de Sicilia proviene en su mayoría de historiadores griegos y de la arqueología. Desde la batalla de Marsella (600 a. C.) hubo varios enfrentamientos hasta que llegaron a la gran batalla de Hímera. Según cuentan las crónicas de Tucídides, griegos de Focea, en la península de Anatolia, emprendieron la fundación del establecimiento comercial o emporio de Massalia (Μασσαλία) superando a la flota cartaginesa que controlaba el mar en esa zona. Luego vino la batalla de Lilibea, en la que los griegos fueron derrotados por los fenicios y sus aliados (580 a. C.) y destruyeron una nueva colonia llamada Heraclea en Sicilia. Entre 545 y 540 a. C. los cartagineses lucharon contra los griegos de Alalia, que quería fundar una nueva colonia en Cerdeña. Otra vez los cartagineses destruyeron en Sicilia la ciudad y mataron al fundador, el príncipe Dorieo de Esparta (510 a C.)

## La Primera guerra siciliana (480 a. C.)
Hacia el 480 a C., Gelón, tirano de Siracusa, respaldado en parte por otras polis griegas, intentó unificar la isla bajo su mandato. Cartago no podía quedarse de brazos cruzados ante esta amenaza, y pasó a la ofensiva aprovechando la invasión persa de Grecia.
Existen teorías sobre una posible alianza entre Cartago y Persia, aunque no se hallan respaldadas por ninguna evidencia. Cartago pudo haber elegido el momento de atacar en el mismo año que la flota persa atacó la Grecia continental. La teoría de que existiese una alianza con Persia es objeto de controversia, ya que a los cartagineses no les interesaba la participación extranjera en sus guerras; además, Cartago no contribuía en guerras en el extranjero, a menos que tuviera motivos fundados para hacerlo. Sin embargo, el control de Sicilia era un valioso premio para Cartago, ya que envió la mayor fuerza militar hasta la fecha bajo la dirección del general Amílcar Magón; esto daba a entender que Cartago estaba deseosa de ir a la guerra. Cuentas tradicionales cifran el ejército de Amilcar en trescientos mil hombres. Este número parece poco probable, ya que, incluso en su máximo apogeo, el Imperio cartaginés solo pudo reunir una fuerza de alrededor de los cincuenta a cien mil hombres. Habría sido difícil para Cartago mantener un ejército de semejante tamaño. Si Cartago se había aliado con Persia, esta última podría haberle facilitado mercenarios y ayuda, pero no hay pruebas que apoyen esta cooperación entre las dos naciones.
De camino a Sicilia, sin embargo, Amilcar sufrió pérdidas, posiblemente graves, debido a las malas condiciones meteorológicas. Después de desembarcar en Panormo, actual Palermo, fue derrotado por Gelón en la batalla de Hímera, que se cuenta que ocurrió el mismo día que la batalla de Salamina. Amilcar o bien cayó en la batalla o se suicidó por la vergüenza. La derrota debilitó gravemente a Cartago, y el viejo gobierno de la arraigada nobleza fue sustituido por la república cartaginesa. El rey continuó existiendo, pero tenía muy poco poder en la mayoría y se le confió el Consejo de Ancianos.

## La Segunda guerra siciliana (410-340 a. C.)
Alrededor del año 398 a C. se aunaron una serie de circunstancias que desembocaron en la Segunda Guerra Siciliana.
Una flota persa al mando de Conón, un ateniense, atacó las costas de la Grecia continental. Mientras, en la Magna Grecia las ciudades de Regio y Mesina declararon la guerra a Dionisio, tirano de Siracusa. En las fronteras de este reino, los mesenios se retiraron, obligando al ejército regiano a volver a sus tierras. Dionisio aprovechó la situación para firmar la paz.
En el 410 a C., Cartago se había recuperado de las serias derrotas de la guerra anterior. Justo un año después de su embarazosa derrota en Hímera, Cartago había conquistado la mitad del norte de la moderna Túnez, fundando y fortaleciendo sus colonias en el norte de África, como Oea y Leptis. Cartago también había patrocinado a Magón (que no debe confundirse con Magón Barca, hermano de Aníbal Barca) en su viaje a través del desierto del Sáhara a la Cirenaica, y a Hannón el Navegante en su viaje por la costa africana. A pesar de que las colonias ibéricas se separaron en ese año con la ayuda de los íberos, cortando a Cartago los importantes recursos de plata y cobre, Aníbal Magón, el nieto de Amílcar, comenzó los preparativos para reclamar Sicilia. Mientras tanto, algunas expediciones se aventuraban a Marruecos y Senegal, y en el Atlántico, posiblemente, a la distancia de las Azores.
En 409 a C., Aníbal Magón se encontraba en Sicilia con sus fuerzas. Conquistó las ciudades menores como Selinus, moderno Selinunte, e Hímera, donde su abuelo había sido derrotado setenta y nueve años antes, antes de regresar triunfalmente a Cartago con el botín de guerra. Pero el principal enemigo de Cartago en Sicilia, Siracusa, permaneció intacta, y en el 405 a C., Aníbal Magón llevó a cabo una segunda expedición, esta vez para recuperar la isla en su totalidad. Esta nueva campaña, sin embargo, encontró una resistencia feroz y mala fortuna. Durante el sitio de Agrigento, las fuerzas cartaginesas fueron diezmadas por la peste, y el propio Aníbal Magón sucumbió a ella. Aunque su sucesor, Himilcón, amplió con éxito la campaña rompiendo el sitio, se apoderó de la ciudad de Gela, y venció en repetidas ocasiones al ejército de Dionisio I, el nuevo tirano de Siracusa, también fue debilitado por la plaga y hubo de pactar la paz antes de regresar a Cartago.
En 398 a C., Dionisio había recuperado su fortaleza y rompió el tratado de paz, atacando la fortaleza cartaginesa de Motia. Himilcón respondió con fiereza, conduciendo una expedición que no sólo recuperaría Motia, sino que también se adueñó de Mesina. Por último fue sitiada la propia Siracusa. El asedio comenzó con gran éxito en 397 a C., pero en el 396 a C., una vez más, la peste asoló las fuerzas cartaginesas, y el asedio se abortó. En los siguientes sesenta años, las fuerzas griegas y cartaginesas participaron en una serie de constantes escaramuzas y fueron víctimas de la peste. En el 340 a C., tras la batalla del Crimiso, Cartago fue arrinconada por completo en la esquina sudoeste de la isla por fuerzas de Siracusa al mando de Timoleón, y una precaria paz reinó en la isla.

## La tercera guerra siciliana (315-307 a. C.)

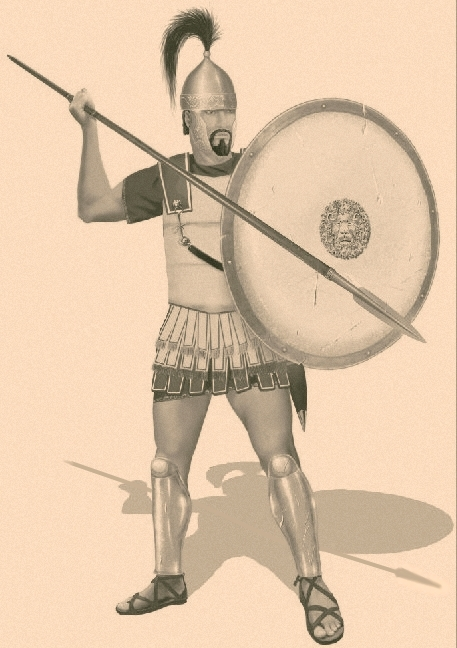
Hoplita cartaginés (batallón sacro) del)

En 315 a C. Agatocles, el tirano de Siracusa, se apoderó de la ciudad de Messana, actual Mesina. En 311 a C. invadió la última factoría cartaginesa en Sicilia, lo cual rompió los términos del vigente tratado de paz, y sitiaron Akragas. Amílcar Giscón capitaneó con éxito el contraataque cartaginés. En 310 a C., ya tenía bajo control la mayor parte de los territorios de Sicilia y había sitiado la mismísima Siracusa.
En la desesperación, Agatocles dirigió secretamente una expedición al norte de África con la esperanza de salvar a su gobierno llevando un contraataque contra la propia Cartago. Su estrategia tuvo éxito: Cartago se vio obligada a replegar a Amílcar y la mayor parte de su ejército de Sicilia para hacer frente a la nueva e inesperada amenaza. Los dos ejércitos se enfrentaron a las afueras de Cartago, y el ejército cartaginés, a las órdenes de Hannón y Amílcar, fue derrotado. Agatocles y sus fuerzas sitiaron Cartago, pero fueron repelidos por sus inexpugnables murallas. Tras ello, los griegos se contentaron con la ocupación del norte de Túnez, hasta que fueron derrotados dos años más tarde, en el 307 a C. Agatocles y sus hombres escaparon de vuelta a Sicilia, donde negociaron un tratado de paz con los cartagineses, en el que mantuvieron Siracusa como un bastión de poder griego en Sicilia a pesar de la pérdida de gran parte de su poder y de la estratégica ciudad de Mesina.

## Enfrentamientos posteriores
Después de que Agatocles pidiera la paz, Cartago disfrutó de un breve período de control de Sicilia, que finalizó con la guerra con Pirro. También la Guerra con Pirro (280-275 a C.) y la Revuelta Mamertina (288-265 a C.), que en última instancia conduciría a la primera guerra púnica, podrían ser consideradas parte de la Guerras Sicilianas, pero como en ellas participaron fuerzas externas, Roma y Epiro, no se consideran como tal. Roma, a pesar de su proximidad a Sicilia, no participó en las guerras sicilianas de la quinta y cuarta centurias antes de Cristo, debido a sus campañas de liberación de los etruscos en el siglo V a. C. y la conquista de Italia en el siglo IV a. C. Pero después de la participación de Roma en Sicilia, se puso fin a la indecisa guerra por la isla.